# Kvarndammen (Vetlanda socken, Småland)
Kvarndammen är en sjö i Vetlanda kommun i Småland och ingår i Emåns huvudavrinningsområde. Sjön är 2,6 meter djup, har en yta på 0,06 kvadratkilometer och är belägen 194 meter över havet. Sjön avvattnas av vattendraget Vetlandabäcken.

## Delavrinningsområde
Kvarndammen ingår i det delavrinningsområde (637049-145493) som SMHI kallar för Mynnar i Emån. Medelhöjden är 211 meter över havet och ytan är 22,05 kvadratkilometer. Det finns ett delavrinningsområde uppströms, och räknas det in blir den ackumulerade arean 29,79 kvadratkilometer. Vetlandabäcken som avvattnar avrinningsområdet har biflödesordning 3, vilket innebär att vattnet flödar genom totalt 3 vattendrag innan det når havet efter 158 kilometer. Delavrinningsområdet består mestadels av skog (53 procent). Avrinningsområdet har 0,21 kvadratkilometer vattenytor vilket ger det en sjöprocent på 0,9 procent. Bebyggelsen i området täcker en yta av 6,53 kvadratkilometer eller 30 procent av avrinningsområdet.